# Jürgen Oldenstein
Jürgen Oldenstein (* 1947 in Düsseldorf) ist ein deutscher Provinzialrömischer Archäologe.
Oldenstein studierte seit 1968 Provinzialrömische Archäologie, Vor- und Frühgeschichte sowie Alte Geschichte an der Universität Frankfurt am Main und 1970/1971 Vor- und Frühgeschichte und Provinzialrömische Archäologie an der Universität München. 1974 wurde er in Frankfurt mit einer Dissertation Zur Ausrüstung römischer Auxiliareinheiten promoviert und arbeitete danach von 1975 bis 1979 als wissenschaftlicher Mitarbeiter an der Römisch-Germanischen Kommission des Deutschen Archäologischen Institutes in Frankfurt. 
1979 wurde er akademischer Mitarbeiter am Institut für Vor- und Frühgeschichte der Universität Mainz. 1990 war Oldenstein Visiting Fellow am Wolfson College der Universität Oxford. 1992 wurde er in Mainz habilitiert (Venia legendi für Vor- und Frühgeschichte mit besonderer Berücksichtigung der Römischen Provinzialarchäologie), 1998 wurde er zum außerplanmäßigen Professor ernannt und 2002 zum geschäftsführenden Leiter des Institutes für Vor- und Frühgeschichte berufen. Er engagierte sich in der universitären Selbstverwaltung, beispielsweise als Mitglied des Senats und verschiedener Senatsausschüsse. Von 2002 bis 2010 war Oldenstein Vizepräsident der Universität Mainz für Studium und Lehre. 2012 wurde er pensioniert.
Zu seinen Forschungsschwerpunkten zählen die Archäologie der Römischen Provinzen, insbesondere die römische Militärgeschichte, die Bewaffnung und Ausrüstung des römischen Heeres, spätantike Wehrbauten sowie Mogontiacum und das spätantike Kastell Alzey. Oldenstein führte zahlreiche Forschungsprojekte durch, so von 1981 bis 1986 und 2002 Ausgrabungen im Vicus (Altiaia) und im spätrömischen Lager von Alzey (DFG), 1993–1996 zur spätrömischen Keramik aus dem Kastell Alzey (DFG) und 1995–2000 zu Belginum innerhalb des DFG-Schwerpunktes „Romanisierung“.
Er ist korrespondierendes Mitglied des Deutschen Archäologischen Instituts.

## Schriften (Auswahl)
- Zur Ausrüstung römischer Auxiliareinheiten. Studien zu Beschlägen und Zierat an der Ausrüstung der römischen Auxiliareinheiten des obergermanisch-raetischen Limesgebietes aus dem zweiten und dritten Jahrhundert n. Chr. In: Berichte der Römisch-Germanischen Kommission 57, 1976, S. 49–284 (= Dissertation).
- Fundindex zu Der obergermanisch-raetische Limes des Roemerreiches. Zabern, Mainz 1982, ISBN 3-8053-0549-4.
- Kastell Alzey. Archäologische Untersuchungen im spätrömischen Lager und Studien zur Grenzverteidigung im Mainzer Dukat. Habilitationsschrift, Universität Mainz 1992.